# Santiago Ramón y Cajal
Santiago Ramón y Cajal (Petilla de Aragón, 1852. május 1. – Madrid, 1934. október 17.) spanyol orvos, patológus és hisztológus. 1906-ban Camillo Golgival megosztva orvostudományi Nobel-díjban részesült az idegrendszer szövettanának feltárásáért.

## Élete

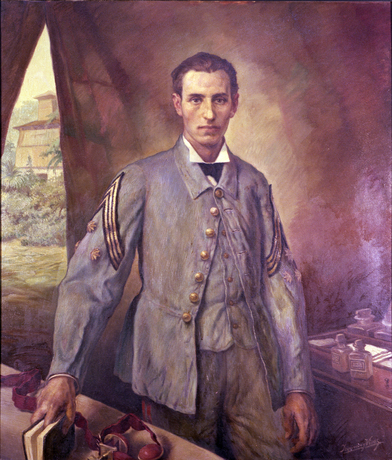
Ramón y Cajal katonaorvosként Kubában (1874)

Santiago Ramón y Cajal 1852. május 1-én született egy kis navarrai faluban, Petillában, Justo Ramón Casasús és Antonia Cajal gyermekeként. Apja orvos volt, akit gyakran irányították át egyik faluból a másikba; így amikor Santiago kétéves volt Larrésba, szülei szülőfalujába költöztek, utána pedig Lunába (1855), Valpalmasba (1856) és Ayerbébe (1860). 1870-től apja a Zaragozai Egyetem anatómiatanára lett. Lázadozó, a fegyelmet nehezen tűrő kamasz lett belőle. Tizenegy évesen bezárták, mert egy saját készítésű ágyúval megrongálta a szomszéd kapuját. Apja egy cipészhez és egy borbélyhoz is beadta inasnak és hogy fegyelmet tanuljon, de kevés sikerrel. Több elemi iskola után a középiskolát Huescában, egy egyházi iskolában végezte el.  Santiago visszahúzódó, magányos fiú volt, de nagyon szeretett rajzolni, érdeklődött a filozófia és a természetjárás, különösen a hegymászás iránt. 1868 nyarán apja elvitte egy temetőbe, hogy az emberi csontok rajzolása útján felkeltse érdeklődését az orvosi pálya iránt. Ebben sikerrel járt, Santiago beiratkozott a Zaragozai Egyetem orvosi szakára, ahol 1873-ban kapta meg a diplomáját. Röviddel ezután besorozták a hadseregbe, ahol katonaorvosként szolgált. 1874-ben Kubába irányították át, ahol éppen a tízéves háború függetlenségi harcai folytak. Ramón y Cajal elkapta a maláriát, majd a tuberkulózist. 1875-ben súlyos betegen visszaszállították Spanyolországba. A Pireneusokban lábadozott, és miután egészsége helyreállt, a Zaragozai Egyetemen kezdett dolgozni anatómiai tanársegédként.
Megtakarított pénzéből vásárolt egy mikroszkópot, és patológiai kutatásokba kezdett; a gyulladásos szöveteket és az izomszálak szerkezetét tanulmányozta. 1877-ben Madridban megvédte doktori disszertációját. 1883-ban anatómiatanári állást kapott a Valenciai Egyetemen. 1885-ben a kolerajárvány leküzdésében mutatott erőfeszítéseiért a zaragozai hatóságok egy modern Zeiss mikroszkópot ajándékoztak neki. 1887 végén Ramón y Cajal Barcelonába költözött, ahol a szövettan professzoraként dolgozott, 1892-ben pedig a Madridi Egyetem ajánlott neki szövettan- és patológiaiprofesszori katedrát. Ezután Madridban dolgozott egészen 1934-ben bekövetkezett haláláig. 1879-től ő vezette a Zaragozai Egyetem anatómiai múzeumát, 1899-től a Nemzeti Közegészségügyi Intézetet és 1922-ben megalapította a Biológiai Kutatólaboratóriumot, amelyet halála után Cajal Intézetnek neveztek át.

## Tudományos munkássága

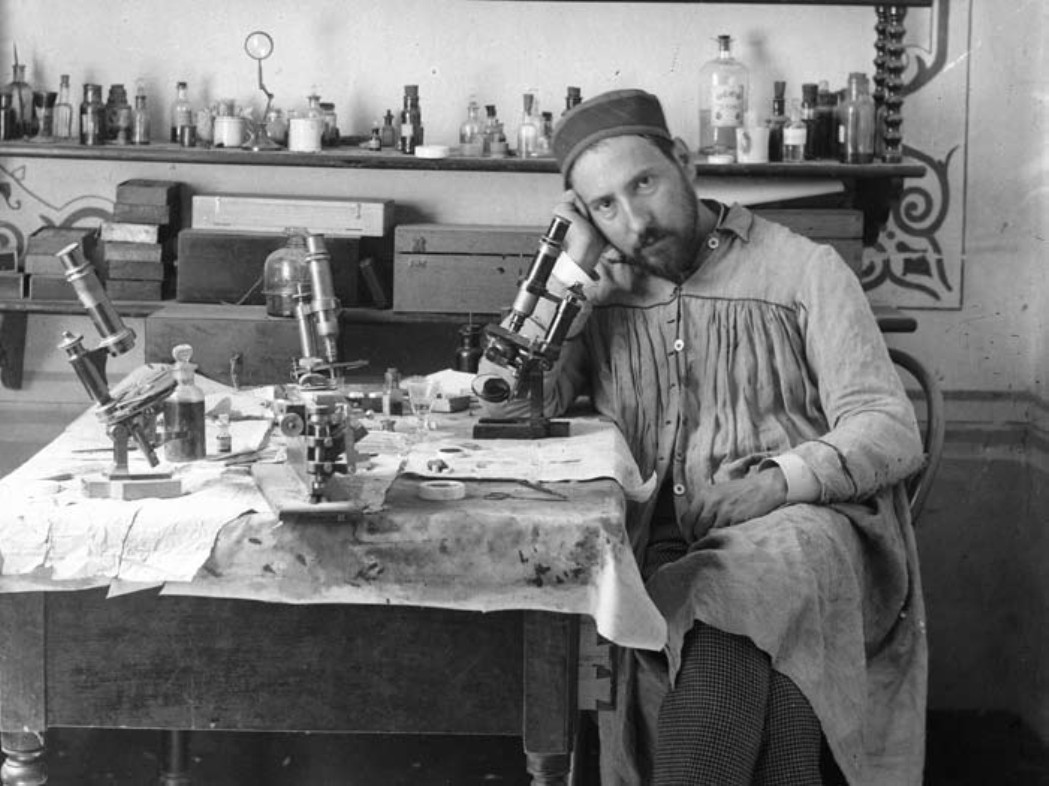
Ramón y Cajal a laboratóriumban

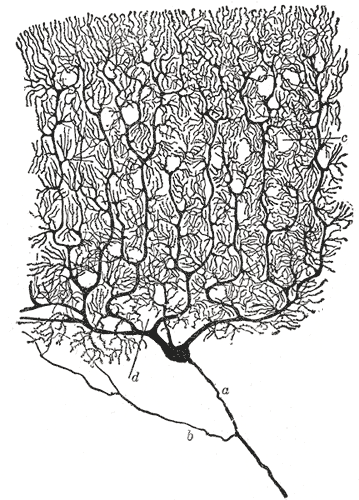
Ramón y Cajal rajza a macska Purkinje-sejtjeiről

Ramón y Cajal tudományos tevékenységének döntő fordulata 1887-ben következett be, amikor a 35 éves tudós Madridba utazott továbbképzésre. A kiváló pszichiáter, Luis Simarro Lacabra mutatott neki néhány Golgi-módszerrel megfestett idegszöveti metszetet. Az ezüstfestést 14 évvel korábban fedezte fel az olasz Camillo Golgi és Simarro Párizsban tanulta meg módszerét. Ramón y Cajal akkor egy éve foglalkozott az idegrendszer szövettanával és megfelelő illusztrációkat keresett egy könyvhöz. A vizuális benyomások iránt mindig is érzékeny tudóst első látásra lenyűgözték a Golgi-festéssel létrehozott képek, melyek mellett a hagyományos szövettani festések teljességgel elégtelennek tűntek. Az idegsejtek "feketésbarnára színezve a legutolsó ágacskájukig utánozhatatlan tisztasággal látszottak az áttetsző, sárga háttéren. Minden olyan éles volt, mint egy tusrajz" – írta később az önéletrajzában.
Késedelem nélkül megtanulta  módszert, és lázas munkába kezdett. Sorra készítette a preparátumokat a retinából, a kisagyból, a gerincvelőből, és közben kisebb módosításokat is eszközölt a festés menetében. 1889 októberében a Német Anatómiai Társaság berlini konferenciáján bemutatta metszeteit, és nagy sikert aratott velük, többek között a híres svájci hisztológus, Albert von Kölliker is Ramón y Cajal és az ő neuronelméletének támogatója lett.
Sok korabeli anatómus – leginkább Joseph von Gerlach (1820-1896) de maga Golgi is – úgy vélte, hogy az idegrendszer szálai folytonosak, egységes hálózatot alkotnak a testen belül. Ramón y Cajal határozottan ellenezte ezt a nézetet, vizsgálatai alapján azon az állásponton volt, hogy az idegrendszer milliárdnyi, egymással érintkező, de különálló idegsejtből (Wilhelm Waldeyer 1891-es elnevezésével neuronból) áll; kollégái hamarosan igazolták elképzelését. 1894 és 1904 között megírta fő művét, Az ember és a gerincesek idegrendszerének szövettaná-t, amellyel megalapozta a modern neuroanatómiát. Részletesen leírta a központi és periferiális idegrendszert, és művét ő maga illusztrálta olyan tökéllyel, hogy rajzai évtizedekig – sőt még ma is – megtalálhatók voltak a szövettani tankönyvekben.
Ramón y Cajal fedezte fel az általa a "dinamikus polarizáció törvényének" nevezett jelenséget, miszerint az információ elektromos polarizáció útján a rövid dendriteken érkezik a neuron sejttestébe és onnan a hosszú axonon keresztül továbbítódik a többi idegsejthez. Fontos megfigyeléseket tett az idegrendszer növekedésével és sérülés utáni regenerációjával kapcsolatban is.
Santiago Ramón y Cajal és Camillo Golgi 1906-ban megosztott orvostudományi Nobel-díjban részesült "az idegrendszer szerkezetének kutatásáért". A két tudós csak Stockholmban találkozott először személyesen. Golgi még a díj átvételekor mondott beszédében, sőt egészen haláláig ragaszkodott az idegrendszer folyamatosságának elvéhez.
Tudományos munkáján kívül Ramón y Cajal tehetséges fényképész is volt, a spanyol tájakról, falvakról, emberekről, barátairól készített fotóit a madridi Cajal-múzeum őrzi. Több, a nagyközönségnek szánt könyvet is írt, megírta önéletrajzát (Recuerdos de mi vida) egy aforizmagyűjteményt (Charlas de Café) és hogy milyennek képzeli a világot 80 év múlva (El mundo visto a los ochenta años). 1877-ben csatlakozott az Éjszaka lovagjai zaragozai szabadkőműves páholyhoz. Nézeteit illetően "a politikában liberális, a filozófiában evolucionista, a vallásban agnosztikus" volt.

## Elismerései
- 1901 – katolikus Izabella-rend
- 1904 – Helmholtz-érem
- 1906 – Orvosi Nobel-díj
- 1914 – francia Becsületrend

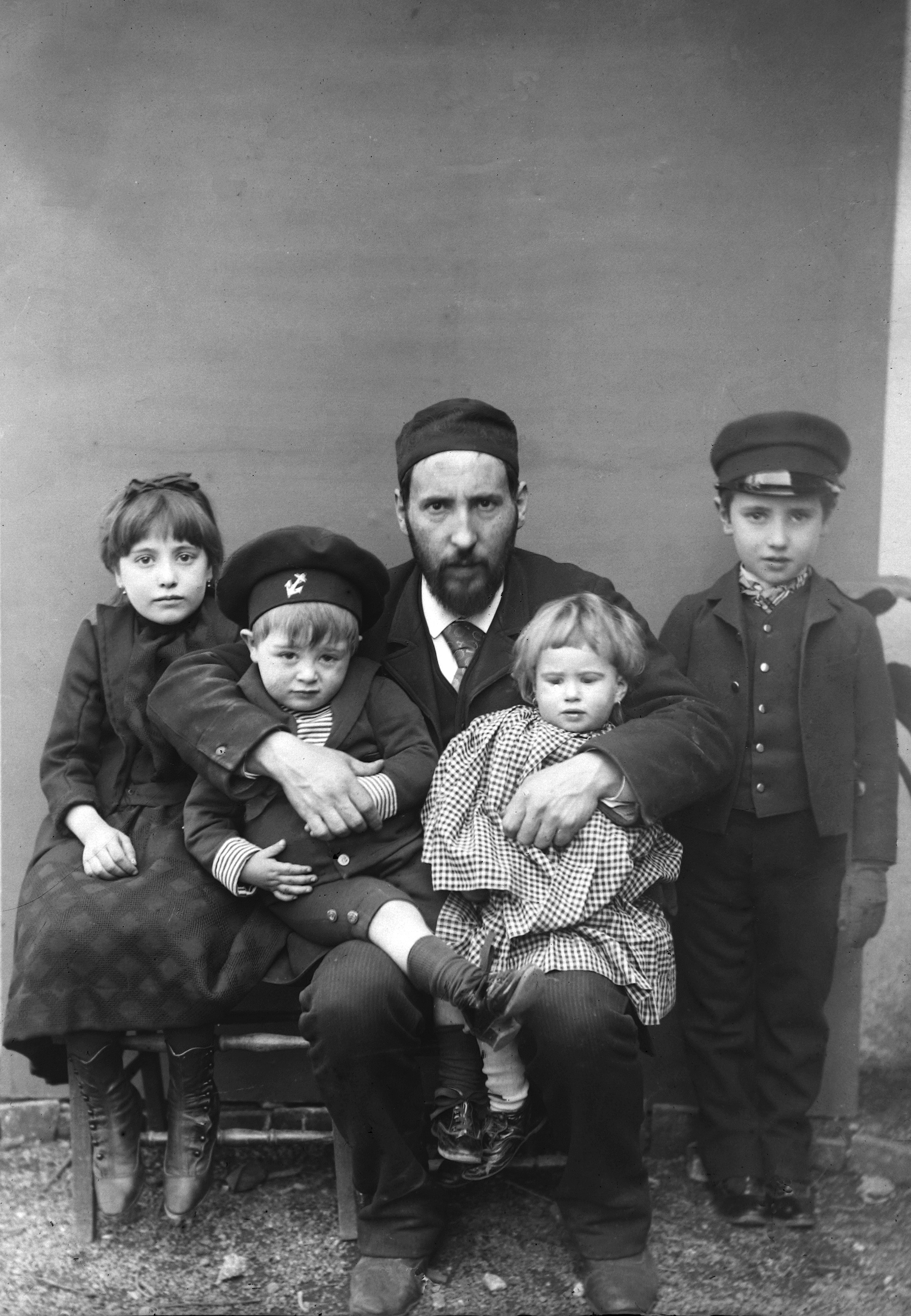
Ramón y Cajal és gyerekei (1889)

A spanyol tudományos társaságokon kívül 1909-től tagja volt a brit Royal Societynek. A cambridge-i, a würzburgi és az amerikai Clark Egyetem díszdoktorává választotta. Róla nevezték el a madridi egyetemi kórházat, a 117413 Ramonycajal aszteroidát és a Cajal-krátert a Holdon. 1952-ben, születése 100. évfordulóján Francisco Franco spanyol államfő posztumusz márkivá nevezte ki. Az anatómiában az ő nevét viselik a Cajal-féle intersticiális sejtek, a sejten belüli Cajal-testek és az agyban található Cajal–Retzius sejtek. Budapesten a Szentágothai János téren található a mellszobra.

## Családja
Ramón y Cajal 1879-ben házasodott össze Silveria Fananas Garciával. Négy lányuk (Fe, Enriqueta, Paula, Pilar) és három fiuk (Santiago, Jorge, Luis) született.
Santiago Ramón y Cajal 1934. október 17-én halt meg Madridban, 82 éves korában.

## Magyarul megjelent művei
- Tudományos kutatásra vezérlő kalauz; ford. Salamon Henrik, előszó Lenhossék Mihály; Novák, Bp., 1928